# 佐藤隆賢
佐藤 隆賢（さとう りゅうけん、1926年7月29日 - 2018年10月15日）は、栃木県宇都宮市生まれの日本の仏教学者（密教学、博士（文学））、真言宗智山派の僧侶（智山伝法元院長、円能院元住職）。元大正大学学長・名誉教授。

## 略歴
- 1926年、栃木県宇都宮市生まれ
- 1958年、智山青年会会長（初代）
- 1961年、大正大学大学院文学研究科博士課程満期退学
- 1961年、大正大学講師に就任
- 1972年、大正大学教授に昇任
- 1984年、大正大学事務局長を兼任
- 1994年、『空海の真言観とその展開』により博士（文学）の学位を取得
- 1994年、大正大学学長（第28代）に就任
- 1998年、大正大学名誉教授に。川崎大師教学研究所所長に就任
- 1999年、智山勧学会理事長に就任。真言宗智山派集議席列座。
- 2007年、智山伝法院長に就任
- 2018年、遷化

### 受賞歴
- 1996年、密教学芸賞
- 2002年、勲三等旭日中綬章[1]

## 著書
- 『遍照無涯 - 現代への提言』（ノンブル社、2002年）

### 博士論文
- 『空海の真言観とその展開』（博士（文学）、乙種、大正大学、1994年、→山喜房仏書林、1995年）

### 編著
- 『弁顕密二教論』（空海著、四季社、2002年）

### 監修
- 『真言宗 - 保存版』（北原裕全編、四季社、2004年）

### 共監修
- 『真言宗法要必須実践便覧』（栗山秀純・山田一眞との共監修、四季社、2001年）
- 『真言宗表白・諷誦文事例別集成』（山田一眞との共監修、四季社、2001年）
- 『真言宗葬儀法要・表白諷誦文』（山田一眞との共監修、四季社、2002年）
- 『真言宗祈願回向文』2,3（山田一眞との共監修、四季社、2003年）
- 『これからの真言宗しきたり全書』（大澤聖寛との共監修、四季社、2003年）
- 『蘊蓄法話のヒント辞典』（松原泰道、藤井正雄との共監修、四季社、2004年）
- 『真言宗法名戒名データブック 院号対応篇』（山田一眞との共監修、四季社、2010年）
- 『真言宗日常勤行1分3分5分法話実践講座』（近藤尭寛、中村啓識との共監修、四季社、2011年）

### 論文
- CiNii>佐藤隆賢
- INBUDS>佐藤隆賢

### 記念論集
- 『仏教教理・思想の研究 - 佐藤隆賢博士古稀記念論文集』（山喜房仏書林、1998年）